# Basilique Saint-Nicolas de Bari
Ne doit pas être confondu avec Église Saint-Nicolas de Bari.
Pour les articles homonymes, voir Basilique Saint-Nicolas et Basilique de Saint-Nicolas-de-Port.
La basilique Saint-Nicolas (italien : basilica di San Nicola) est un édifice religieux de culte catholique de la ville de Bari, dans les Pouilles. Elle fut construite en 1087 à la suite du siège de Bari et la victoire des assaillants Normands sur les Byzantins.
Elle possède une forte portée religieuse à travers l'Europe et le monde chrétien. Elle est un lieu de pèlerinage important, tant pour les catholiques que pour les orthodoxes d'Europe orientale. C’est l’un des exemples les plus significatifs de l’architecture romane des Pouilles.

## Historique
La basilique a été construite entre 1087 et 1197, à la suite du siège de Bari, lors de la Conquête normande de l'Italie du Sud à la suite de laquelle les Pouilles furent rattachées au royaume de Sicile. La zone était précédemment occupée par le Catépanat d'Italie dépendant de l'Empire byzantin, dont Bari était le siège.
Sa fondation est liée à l'arrivée des reliques de saint Nicolas depuis le temple originel du saint à Myre, en Asie mineure. Lorsque Myre passa aux mains des Turcs seldjoukides, les reliques du saint furent emportées par des chrétiens qui voulaient les mettre à l'abri en terre chrétienne. Selon une légende, le saint, en passant sur le chemin de Rome, avait choisi Bari comme lieu de sa sépulture. Il y avait alors une grande concurrence entre Venise et Bari pour l'accueil des reliques.
Celles-ci ont été emportées à l'insu des gardiens byzantins et de leurs maîtres musulmans, et le 9 mai 1087, ont été débarquées sans problème à Bari. Une nouvelle église a été construite pour les abriter, honorée de la présence du pape Urbain II lors la consécration de la crypte en 1089.
L'édifice a été officiellement consacré en 1197, en présence du vicaire impérial, l'évêque Conrad de Hildesheim, et de nombreux évêques, prélats et des nobles. Elias, abbé du monastère voisin de Saint-Benoît, a été le premier archevêque. Sa cathèdre (trône épiscopal) est encore aujourd'hui dans l'église.

## Architecture
L'église a un aspect plutôt carré, apparemment plus adapté à un château qu'à une église. Cette impression est renforcée par la présence de deux tours massives à faible encadrement dans la façade. Elle a donc été utilisée à plusieurs reprises comme un château au cours de son histoire.
L'intérieur possède une nef et deux bas-côtés, divisés par des colonnes de granit et des pilastres. Le presbytère est séparé du reste de l'édifice par trois arcs soutenus par des colonnes de l'influence byzantine. Au-dessus des collatéraux se trouve le Matroneum, une tribune réservée aux femmes. La basilique a été la première église à avoir cette conception, elle a ensuite été imitée dans de nombreuses autres constructions dans la région.

Intérieur
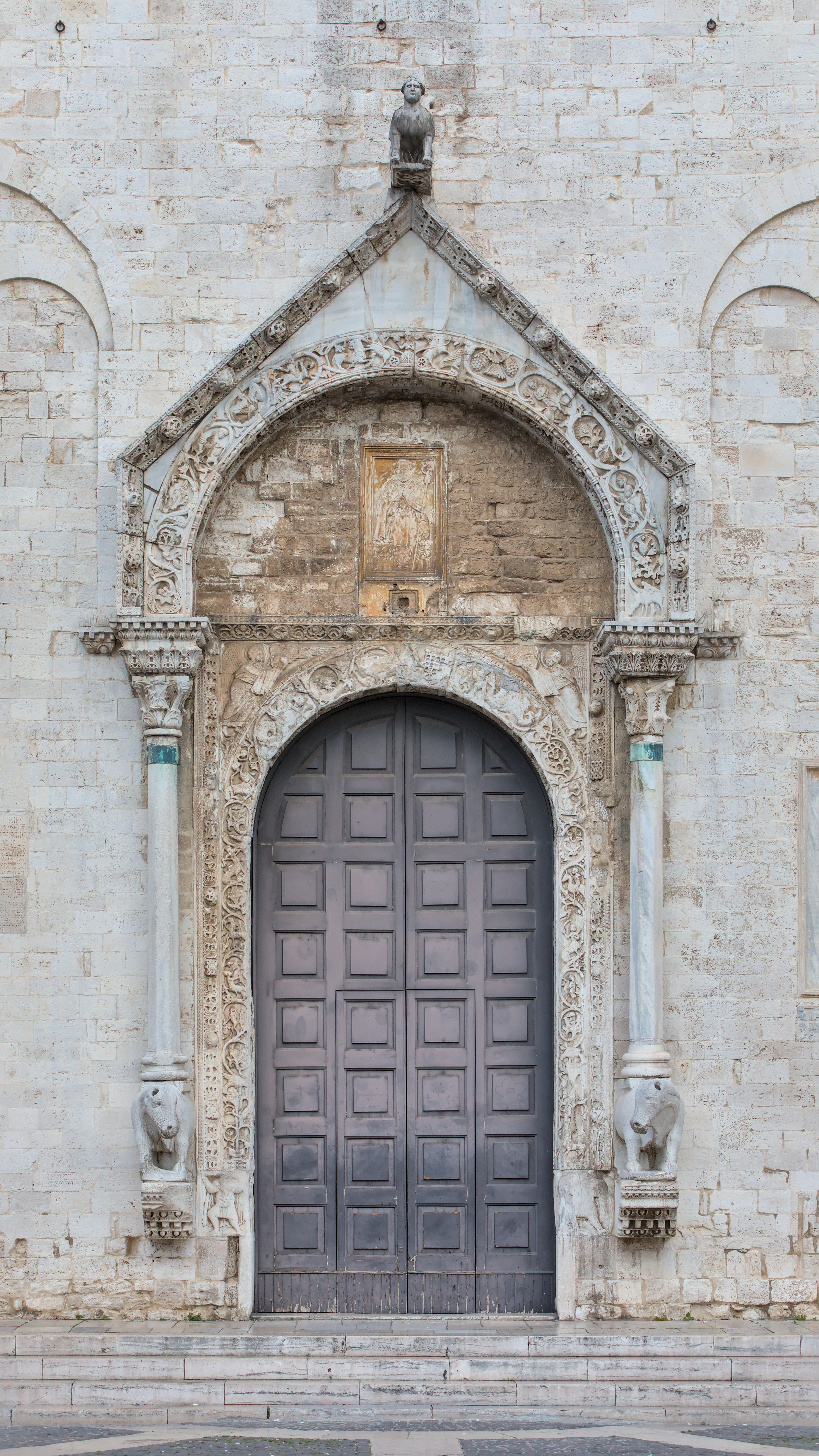
Le portail principal.
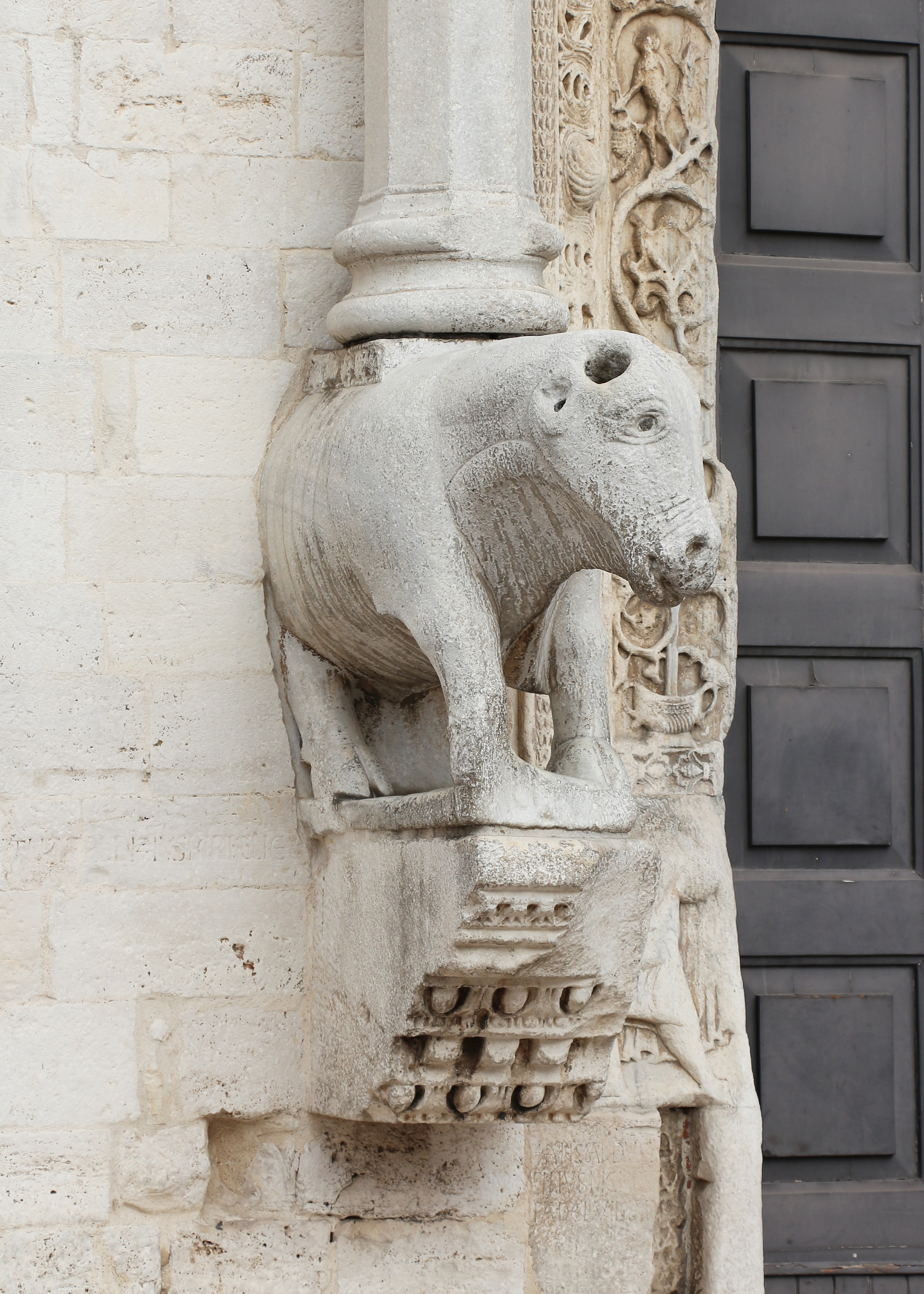
Un des deux taureaux du portail.
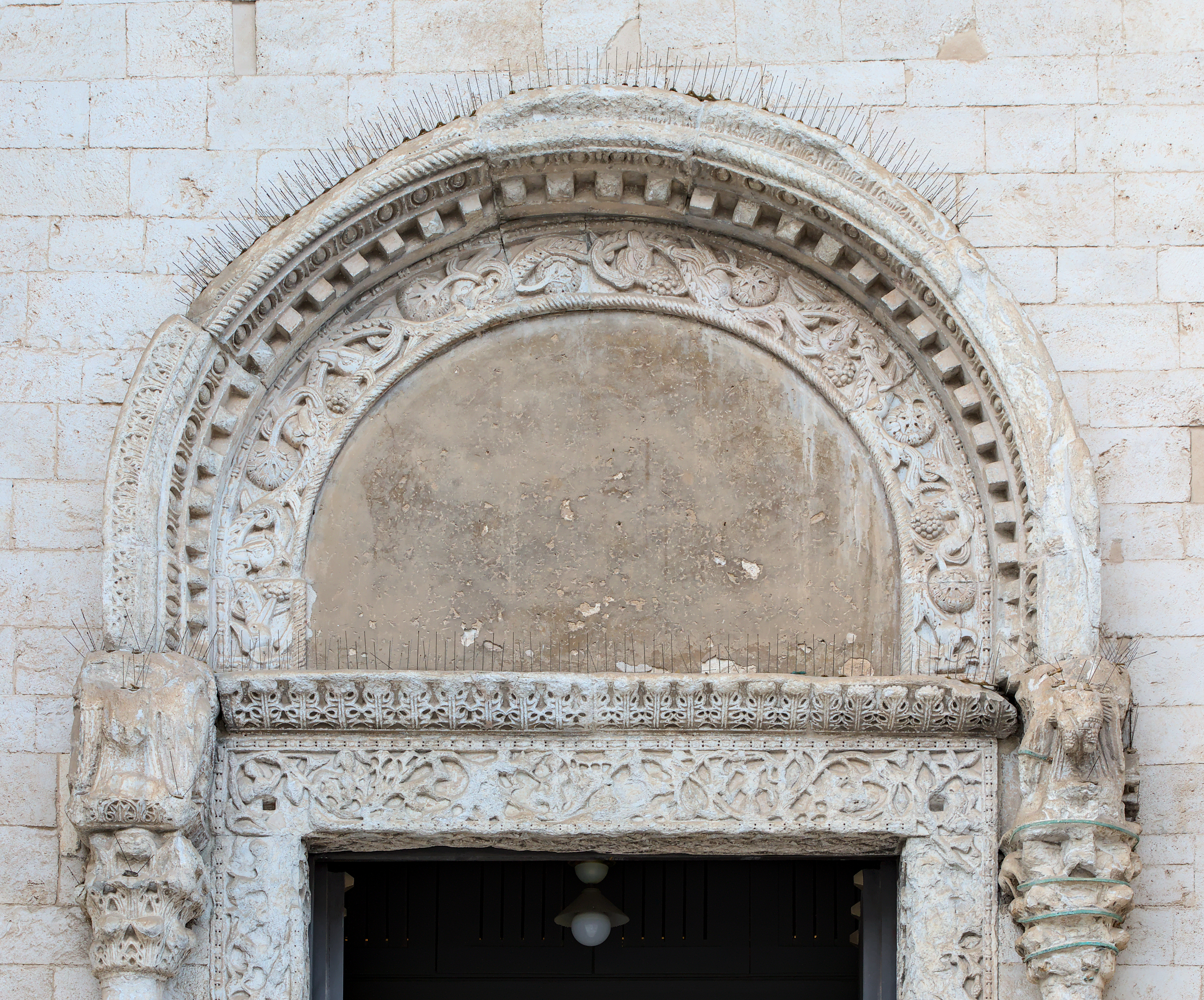
Tympan du portail sud.
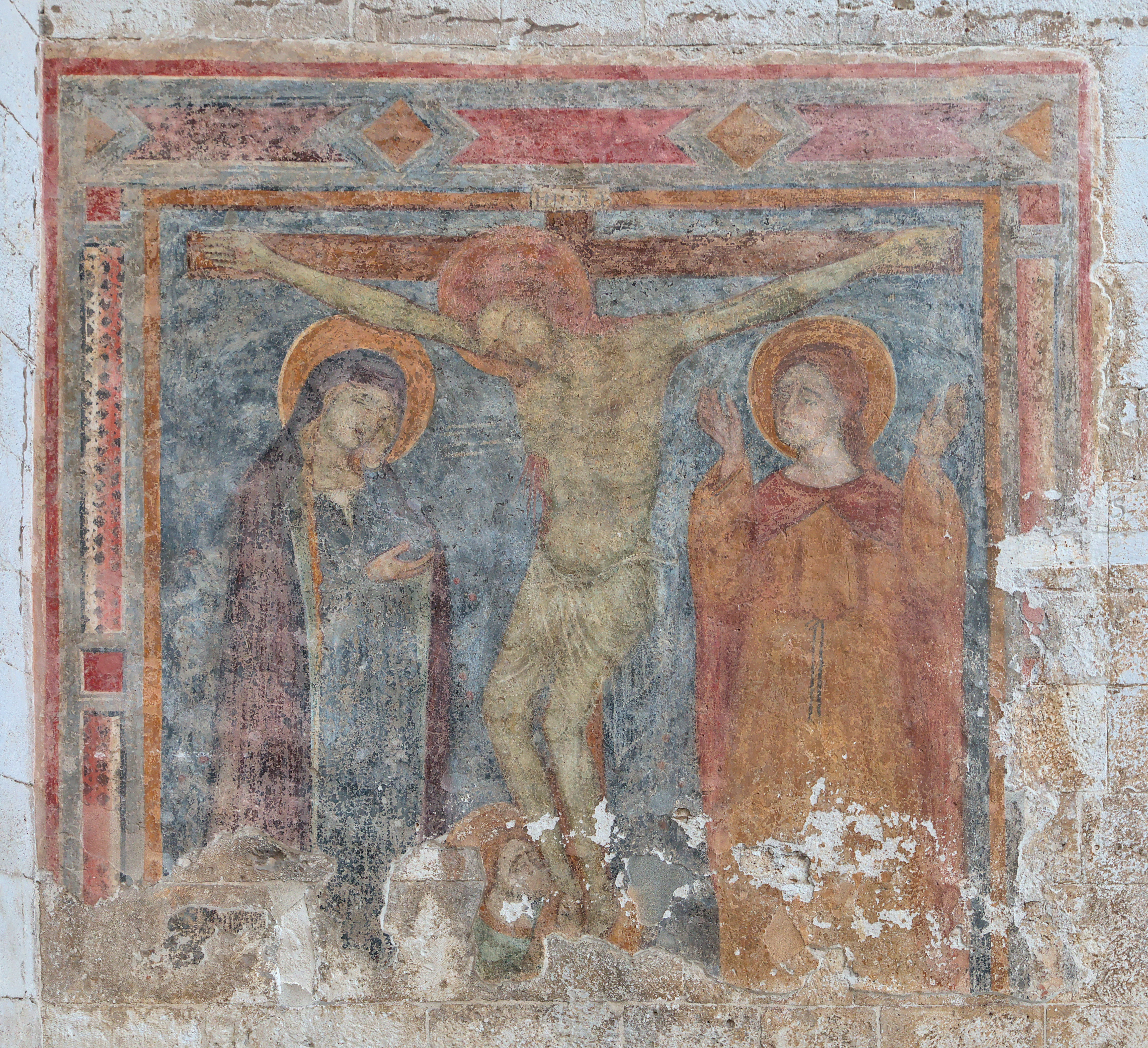
Fresque de la crucifixion accolée au portail Sud.

Intérieur
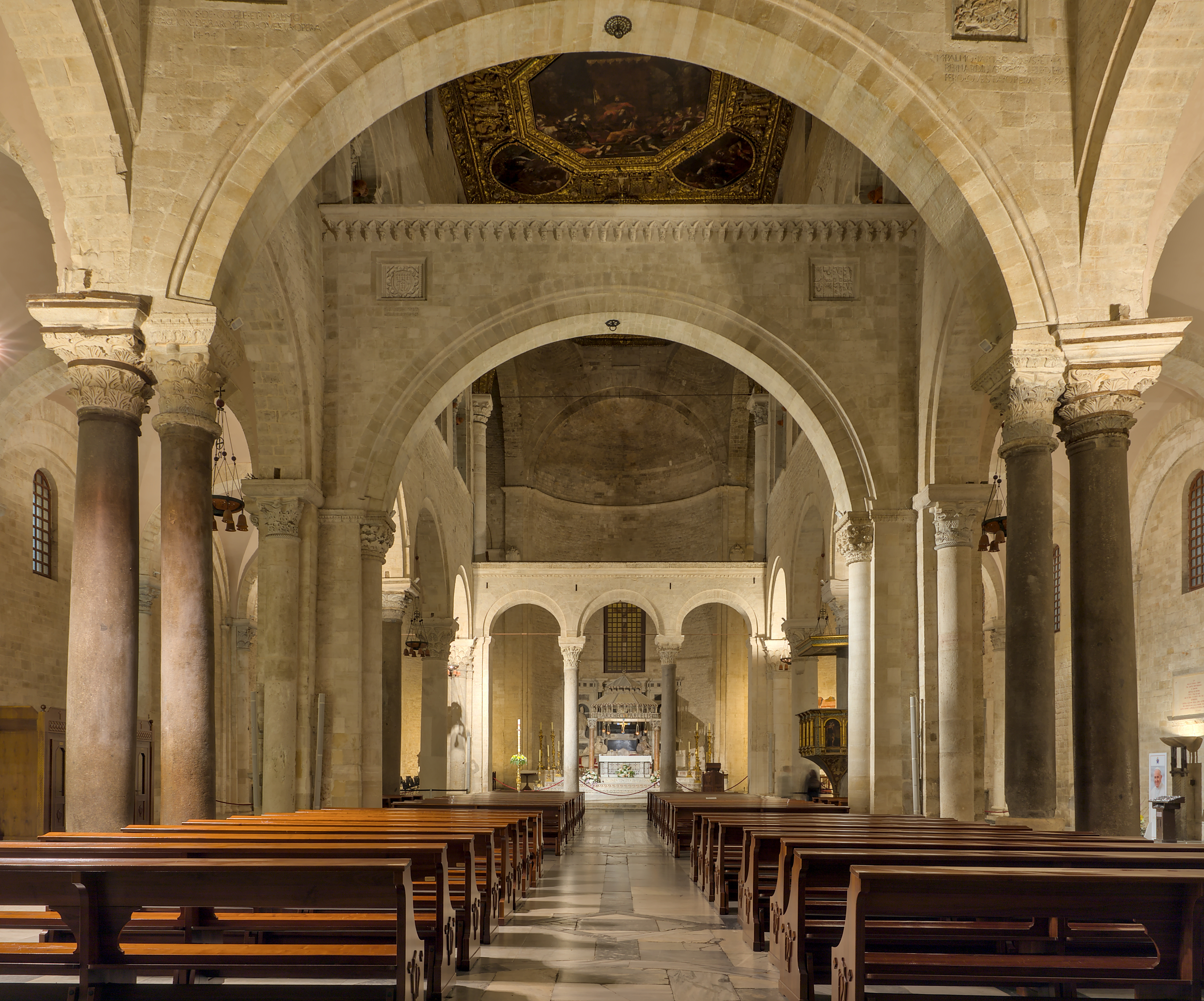
Vue de la nef.
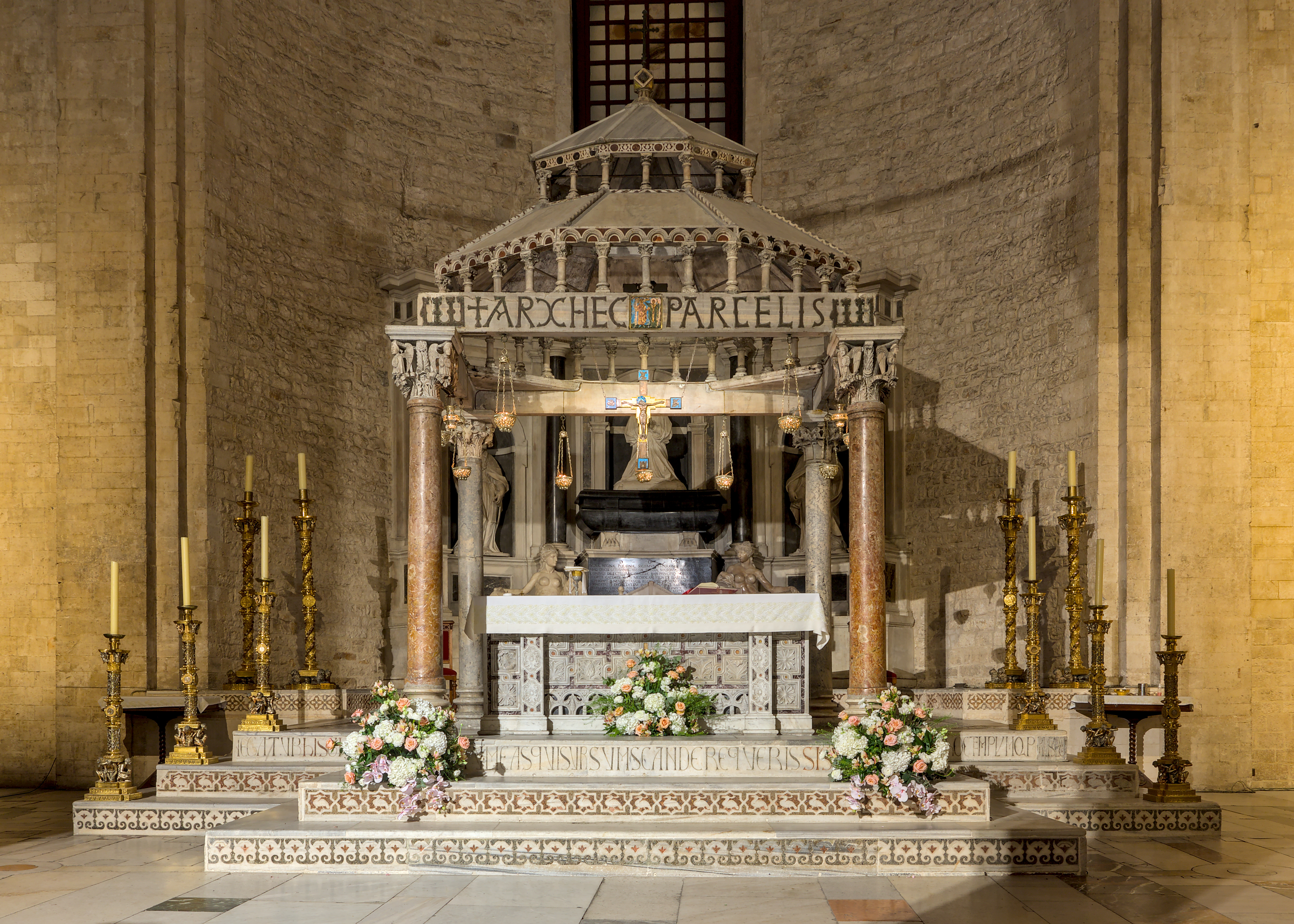
Chœur.
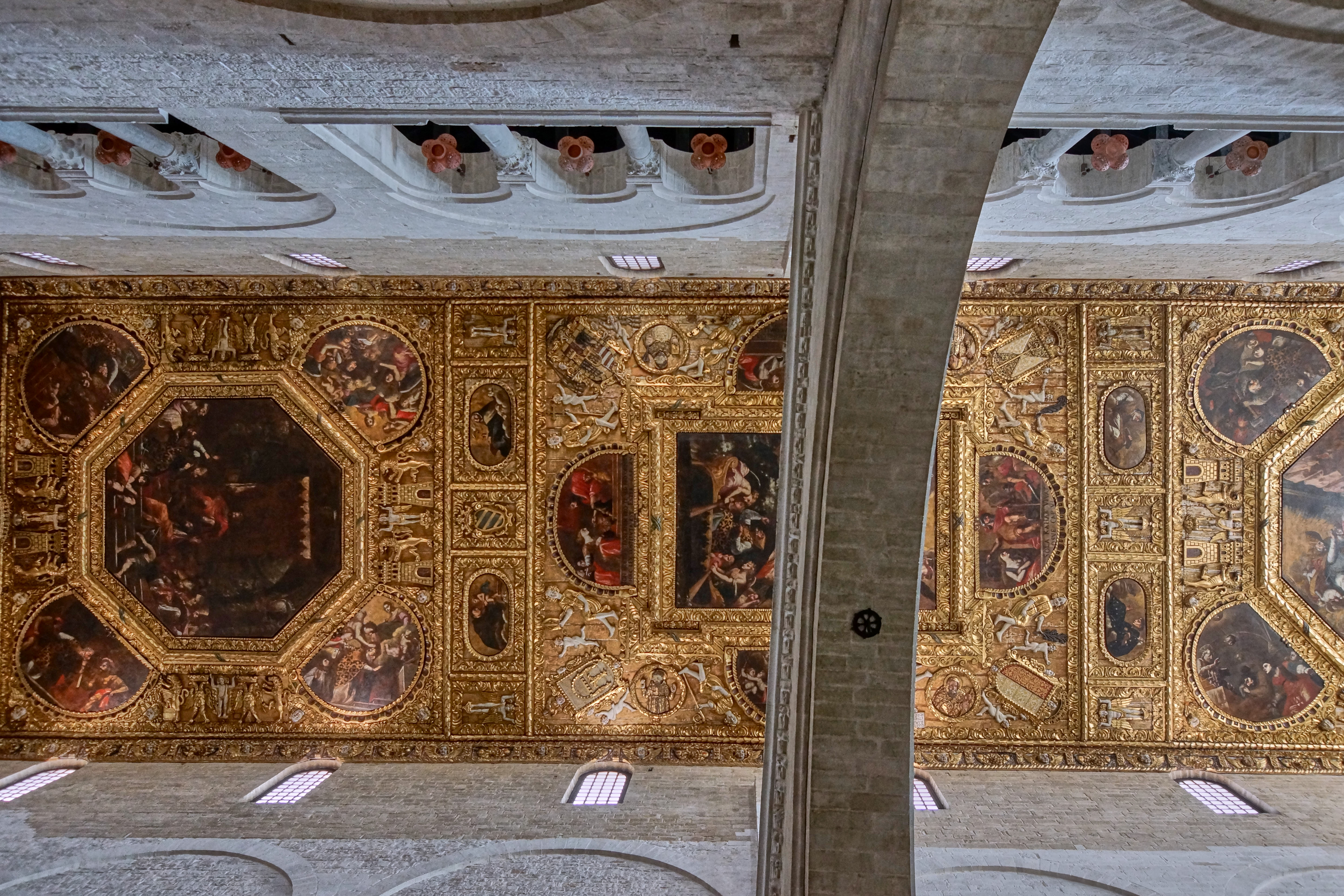
Plafond.
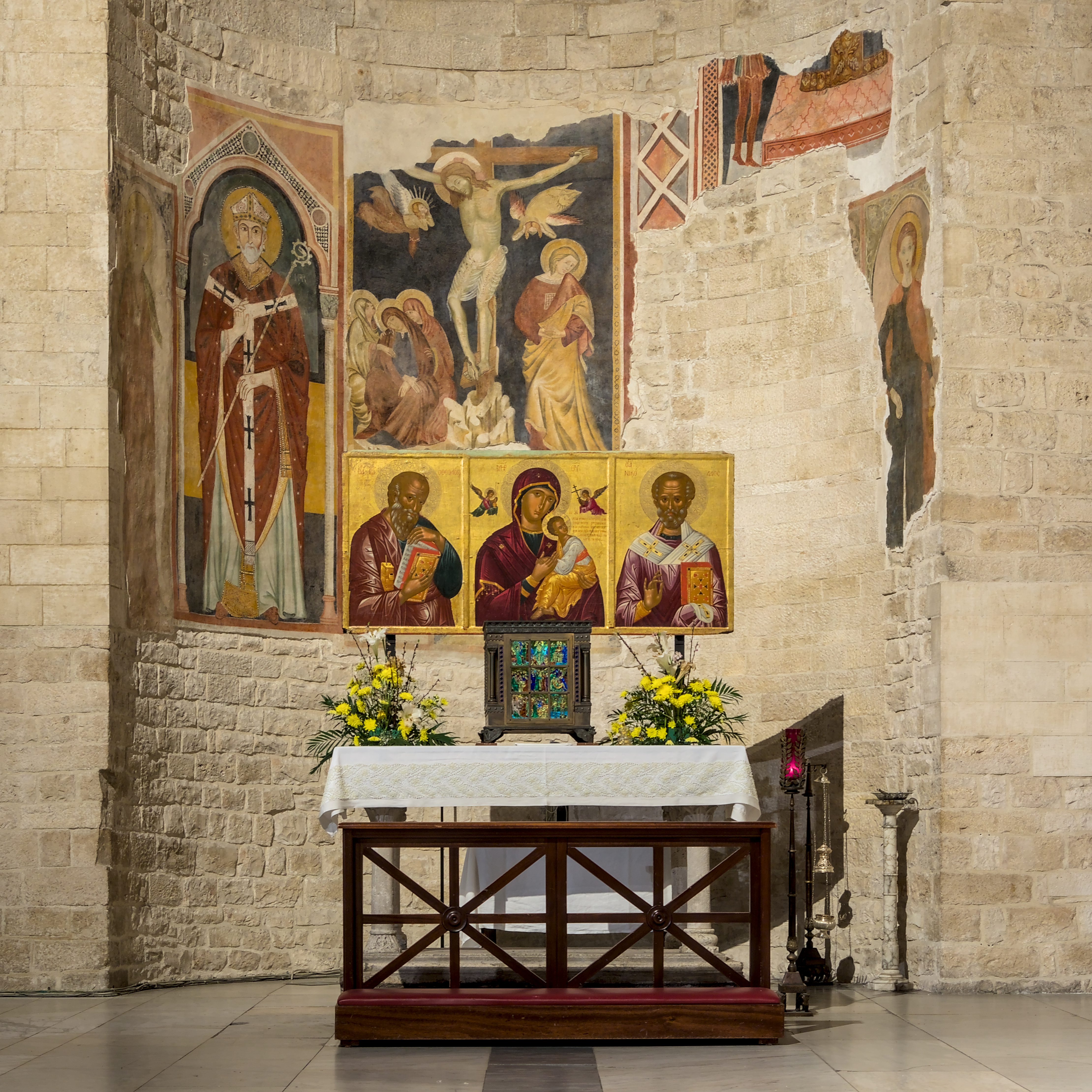
Fresque et autel, près de la sacristie.
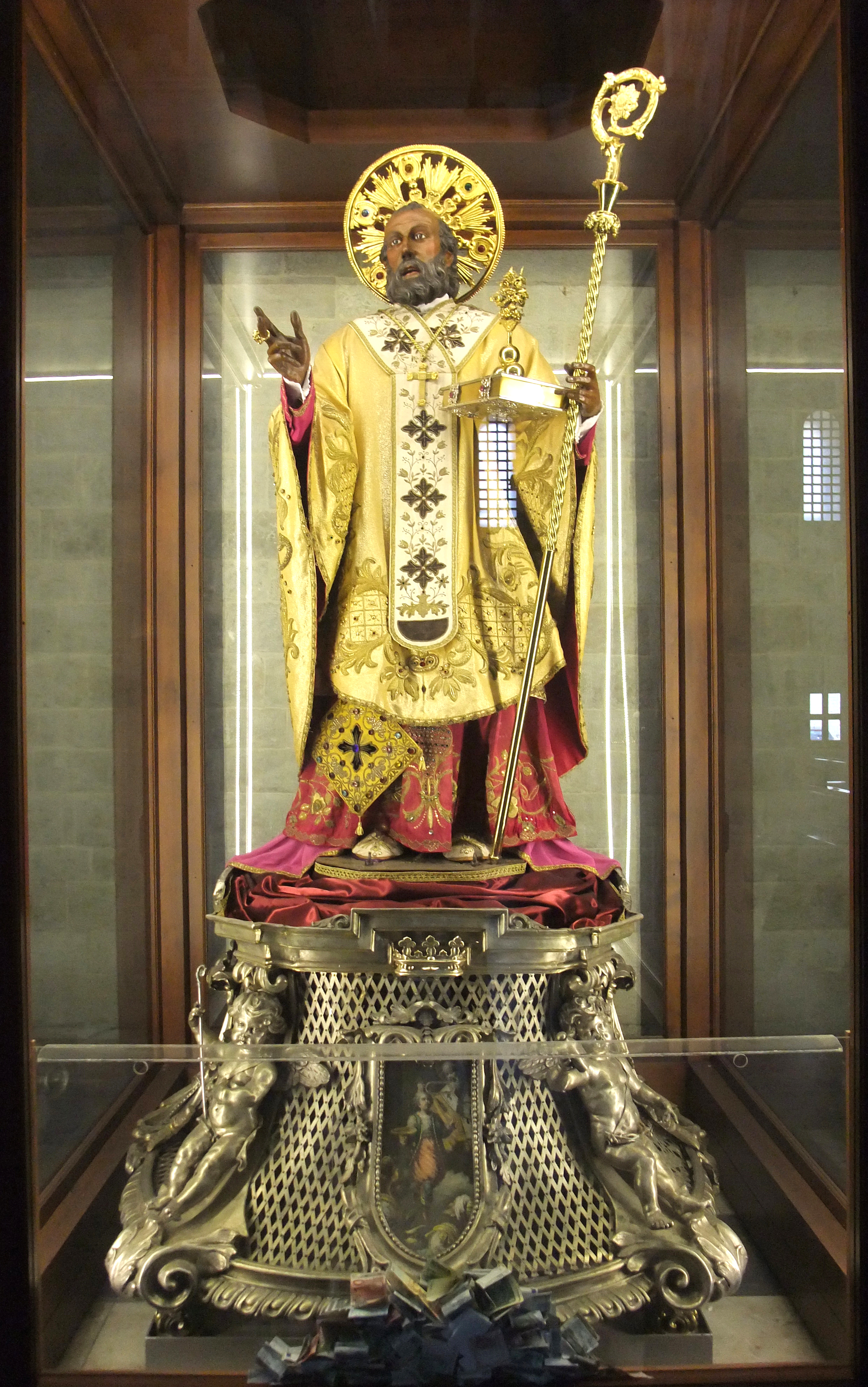
Statue de saint Nicolas.
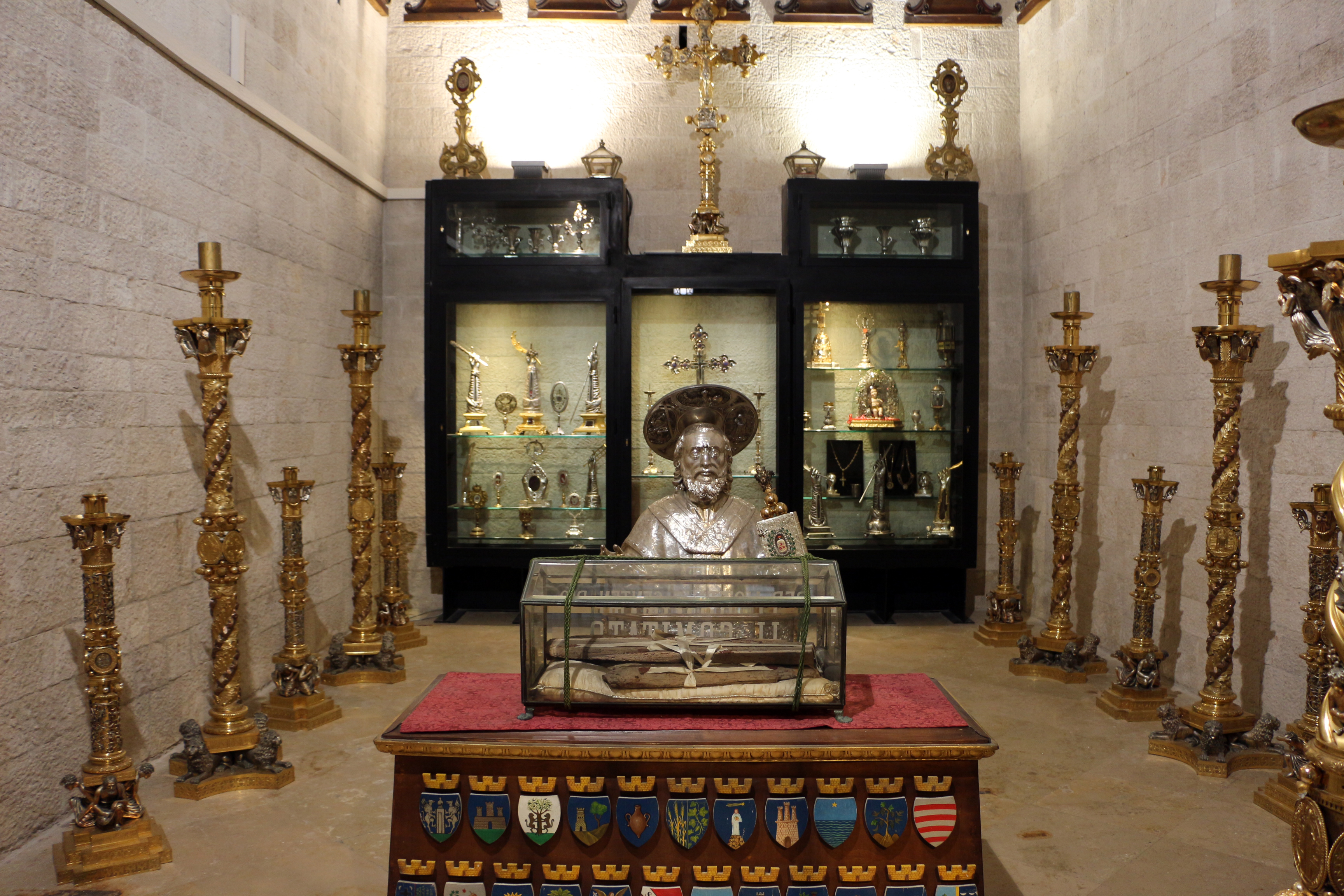
Salle du trésor.

La crypte
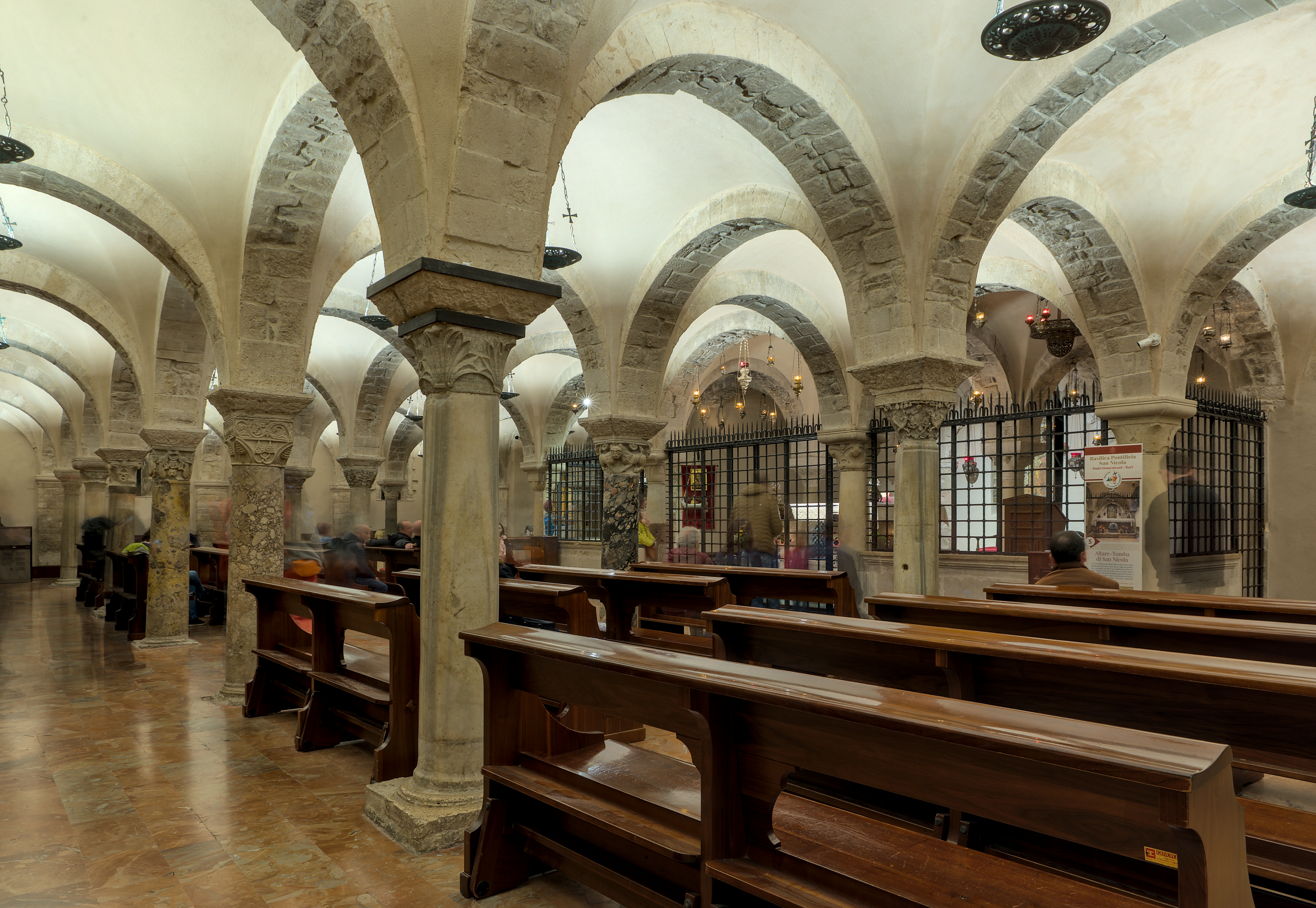
La crypte.
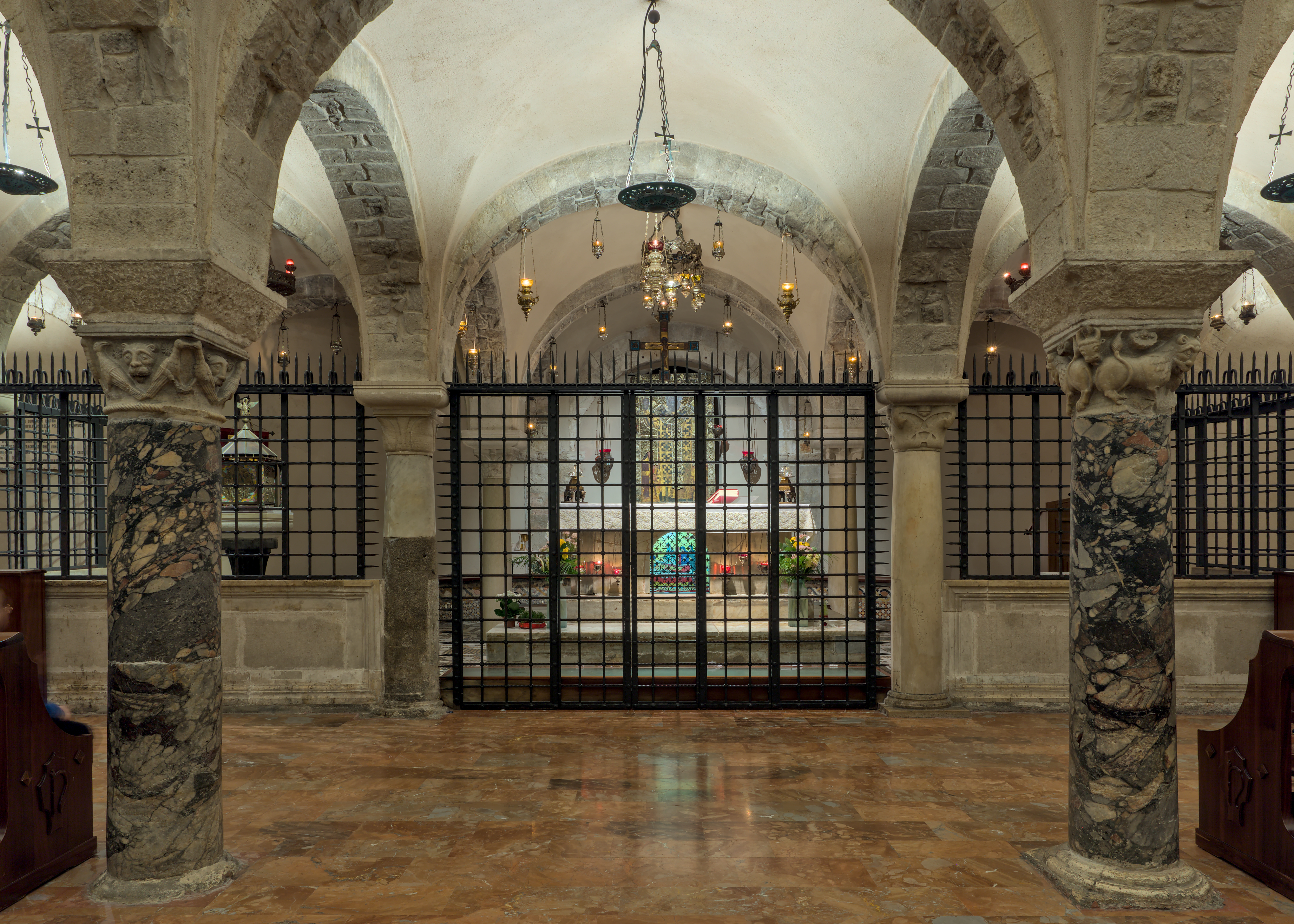
Les reliques du saint, derrière une grille dans la crypte.
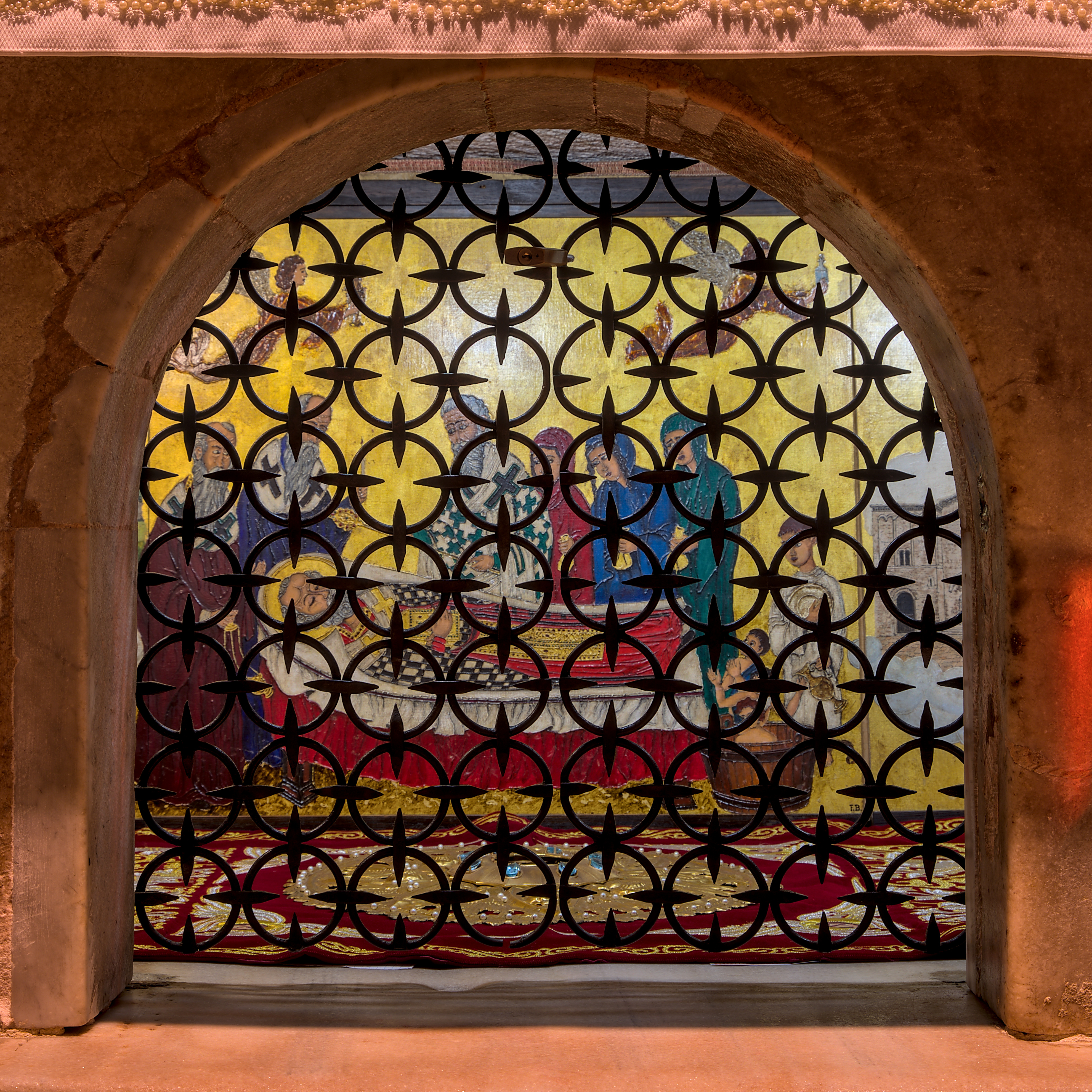
Représentation de la mort du saint, seule partie visible de l'intérieur du reliquaire.
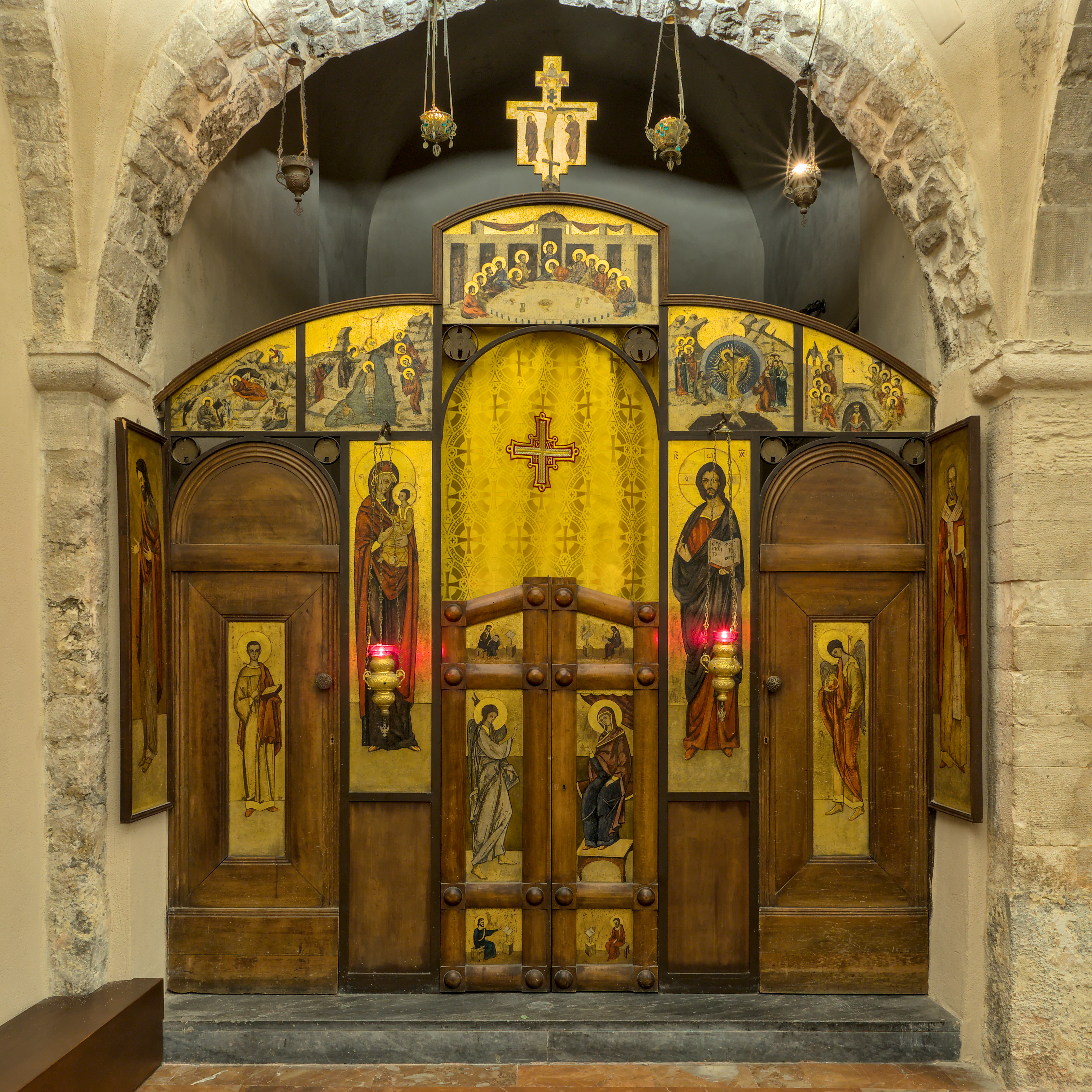
L'iconostase protégerant la chapelle orthodoxe de la crypte.
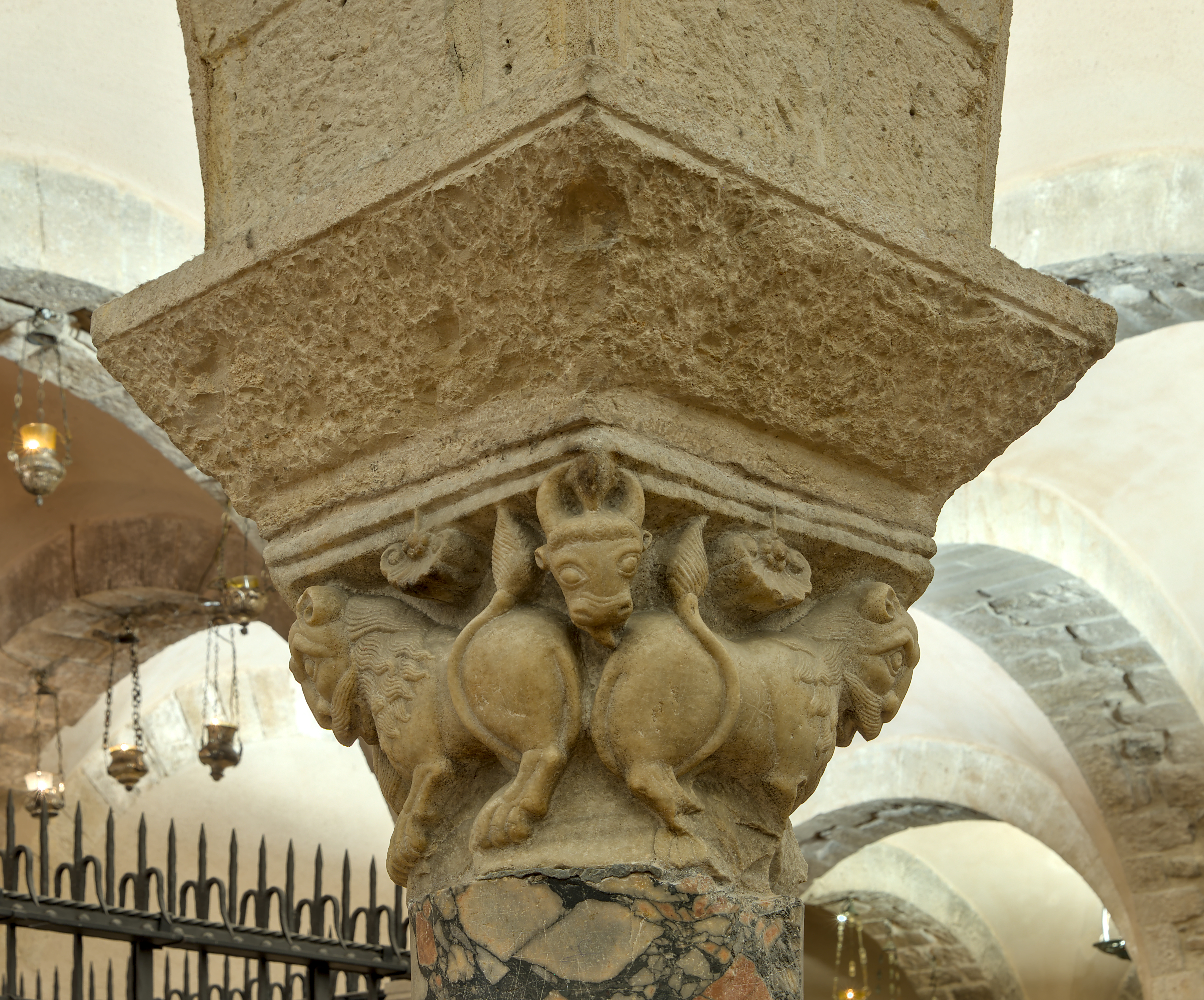
Un chapiteau de la crypte.
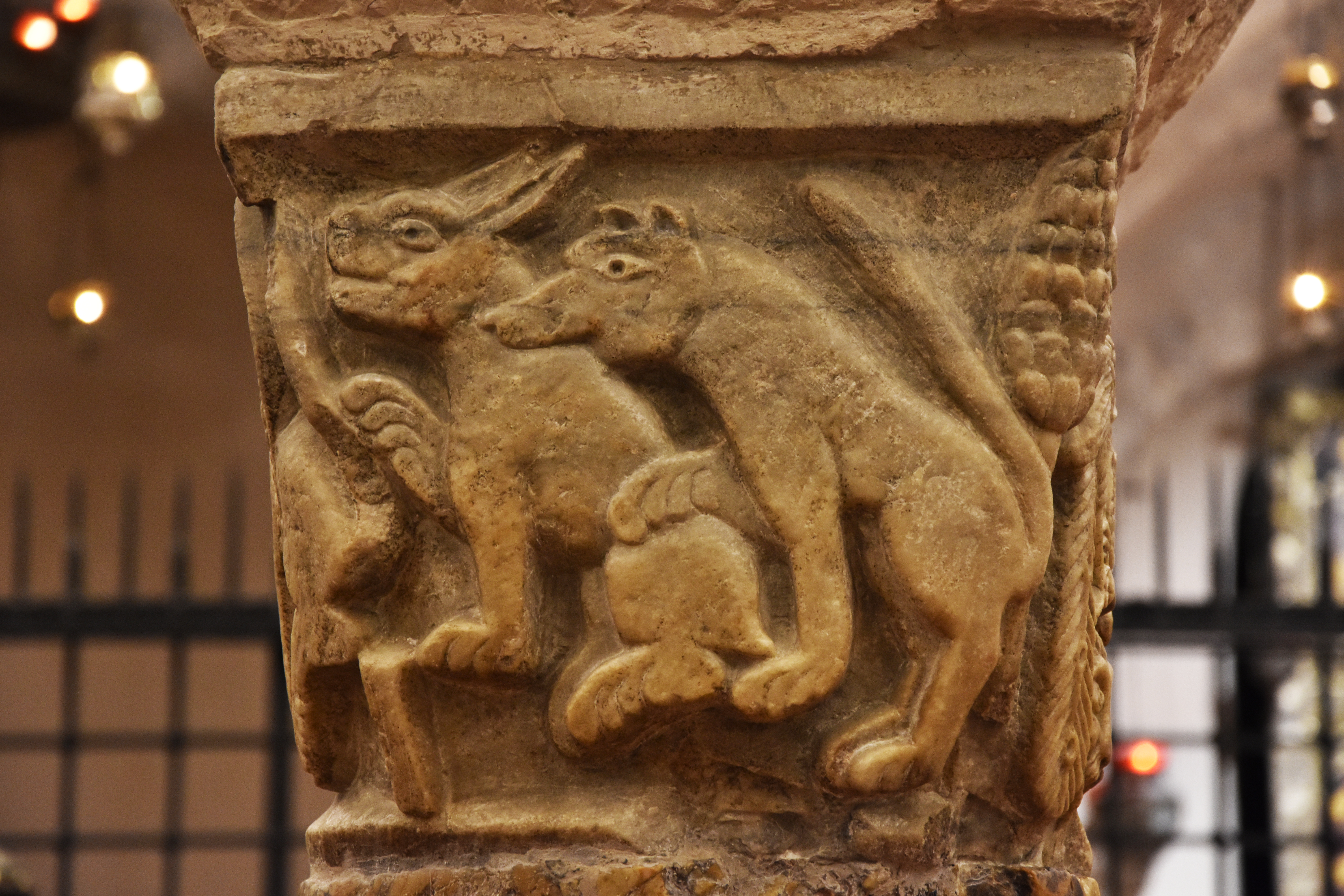
Un chapiteau de la crypte.